# Франц Вернер
Франц Клеменс Марія Вернер (нім. Franz Clemens Maria Werner; 6 лютого 1889, Оттакрінг — 26 червня 1970, Маргаретен) — австро-угорський, австрійський і німецький військовий ветеринар, доктор ветеринарії, генерал-майор ветеринарної служби вермахту (1 квітня 1943).

## Сім'я
Син торговця залізом Йоганна Вернера і його дружини Терезії, уродженої Гайнріх.
28 жовтня 1920 року одружився з Адель Шнепф (1892—1969). В пари народились дочка і син.

## Нагороди
Вернер отримав численні нагороди, серед яких:
- Пам'ятний хрест 1912/13
- Хрест «За цивільні заслуги» (Австро-Угорщина)
  - золотий хрест з мечами
  - золотий хрест з короною і мечами
- Бронзова медаль «За військові заслуги» (Австро-Угорщина) з мечами
- Залізний хрест 2-го класу
- Пам'ятна військова медаль (Австрія) з мечами
- Орден Заслуг (Австрія), лицарський хрест
- Почесний хрест ветерана війни з мечами
- Медаль «За вислугу років у Вермахті» 4-го, 3-го, 2-го і 1-го класу (25 років)
- Застібка до Залізного хреста 2-го класу[1]
- Хрест Воєнних заслуг 2-го і 1-го класу з мечами[2]
- Медаль «За зимову кампанію на Сході 1941/42»[2]
- Орден Хреста Свободи 1-го класу з мечами — як керівник ветеринарної служби 20-ї гірської армії.[1]